# Josefina Robledo Gallego
Robledo  Gallego est un nom espagnol. Le premier nom de famille, en général paternel, est Robledo ; le second, en général maternel, souvent omis, est Gallego.
Pour les articles homonymes, voir Robledo (homonymie) et Gallego.
Josefina Robledo Gallego (Valence, 10 mai de 1897 - Godella, 1972) est une guitariste et compositrice espagnole née dans la Comarque de Valence qui a habité 42 ans dans le village de Godella. Disciple de Francisco Tárrega, elle commence sa carrière comme concertiste très tôt, à l'âge de dix ans, laquelle se développe fondamentalement dans le Pays Valencien et en Amérique latine, spécifiquement en Argentine, Uruguay, Paraguay et Brésil. Le critique et musicologue Eduardo López-Chávarri (es) décrit Josefina Robledo comme une guitariste autant virtuose qu'Andrés Segovia.

## Biographie
Josefina Robledo est mariée avec Ricardo García de Vargas, chroniqueur officiel de Godella. 

## Postérité
Après sa mort, son mari décide de donner quelques œuvres d'art à la Caisse d'épargne de Valence, en 1979, avec la finalité de la  doter de fonds pour créer deux prix : le premier devait se consacrer à l'étude historique de Godella, et l'autre à la mémoire de Josefina Robledo. C'est ainsi que le Concours de Guitare Josefina Robledo est fondé. Ce concours se célèbre de 1979 jusqu'à 1987. Il se déroule à nouveau en 2009, avec un caractère international.